# Food and Chemical Toxicology
Food and Chemical Toxicology es una revista científica revisada por pares que publica trabajos de investigación en toxicología. 
De acuerdo con el Journal Citation Reports, esta publicación tiene un factor de impacto de 2, en 2014.
Actualmente, el redactor jefe es A. Wallace Hayes.